# Chu Thông (Thủy hử)
Chu Thông (周通), Tiểu Bá Vương (小霸王) là một nhân vật trong Thủy Hử của Thi Nại Am (có thuyết cho rằng đây là bút danh khác của La Quán Trung). Ông là một trong 72 Địa Sát Tinh thuộc sao (Địa Không Tinh).

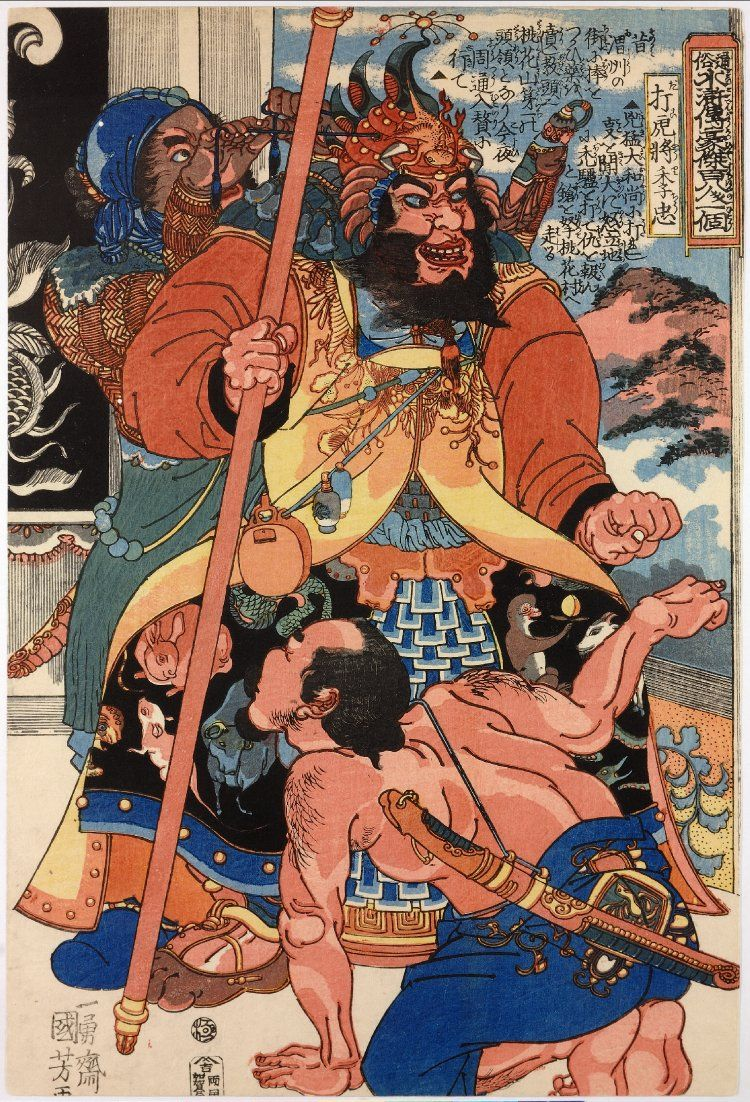
Hồi 4 - thắng Chu Thông, Lý Trung được nhường ngôi chủ núi Đào Hoa

Chu Thông là một trong 108 vị anh hùng Lương Sơn, ngoại hiệu Tiểu Bá Vương. Ông là chủ của 1 sơn trại, tặc khấu. Sau này cướp đường Lý Trung để trộm đồ người đi đường nhưng không ngờ bị Lý Trung vật ngã nên phục tài và tôn Lý Trung làm chủ trại.

## Tiểu sử
Một lần Chu Thông mê sắc đẹp của một cô thôn nữ, định cướp về nhưng bị Lỗ Trí Thâm ngăn cản. Chu Thông bị Lỗ Trí Thâm đánh một trận tơi bời. Chu Thông tức giận liền gọi Lý Trung đến, nhưng Lý Trung lại là bạn cũ của Lỗ Trí Thâm nên việc cưới xin bị hủy bỏ.
Sau này Lỗ Trí Thâm cùng Lý Trung lên Lương Sơn, Chu Thông cũng đi theo gia nhập.

## Tử trận
Chu Thông theo Tống Công Minh và các đầu lĩnh khác đem quân đánh nhà Liêu và dẹp loạn Điền Hổ, Vương Khánh cùng Phương Lạp. Trong trận đánh Phương Lạp, Lư Tuấn Nghĩa sai Âu Bằng, Đặng Phi, Lý Trung, Chu Thông đi thám thính ở ải Độc Tùng, giữa đường bị Lệ Thiên Nhuận chặn đánh. Chu Thông bị chém chết.

## Trong Đãng Khấu Chí
Tại hồi 39, Ngô Dụng tiến binh đánh thành Tân Liễu, tuy nhiên tại đây có Nữ Gia Cát Lưu Tuệ Nương trấn thủ, Ngô Dụng trổ hết mưu mẹo ra những đều bị phá giải, thất trận phải rút lui. Quân Viên Tý cật lực truy kích, Chu Thông bị Vân Long vây đánh, hơn mười hiệp thì Vân Long chém Chu Thông chết lăn dưới ngựa.